# Maximilian Dood
Maximillian Miles Christiansen (nascido em 23 de Setembro de 1983), mais conhecido como Maximilian Dood, é um Youtuber e Streamer da Twitch Americano. Considerado uma figura importante na comunidade dos jogos de luta, Christiansen foca em vídeos de vários jogos de luta como Street Fighter, Mortal Kombat e Killer Instinct. Ele também é um grande fã da franquia Marvel vs. Capcom. Além disso, ele é conhecido por seus esforços em organizar torneios de jogos de luta e campanhas para reviver franquias de jogos de luta.

## Vida pessoal
Maximillian Christiansen nasceu em 23 de Setembro de 1983 na cidade de Los Angeles, California. Antes de se tornar Youtuber, ele tinha trabalhado como animador e ilustrador. Christiansen é casado; sua esposa, Jessica, deu luz para a filha deles, Ripley, em 2020.
Em Outubro de 2021, a informação financeira de  Christiansen na Twitch foi revelada depois de um vazamento massivo.

## Carreira na internet

### Criação de conteúdo
Christiansen criou seu canal do Youtube "Maximilian Dood" em 2007. Depois de ser despedido do seu trabalho como um produtor de jogos online em 2011, ele começou a fazer vídeos como um trabalho em tempo integral. Seu conteúdo é focado em jogos de luta como Street Fighter, Mortal Kombat, Tekken e Soulcalibur. Ele escolheu fazer streams na Twitch como uma carreira em tempo integral com replays no Youtube, até que seu contrato acabou em 2024. Sua primeira stream foi em 2013 jogando Killer Instinct com Justin Wong. Até 2024, seu canal do Youtube tem cerca de 1.7 milhões de inscritos e seu canal na Twitch tem cerca de 1.3 milhões de seguidores. Christiansen também tem um canal secundário, "YoVideogames", onde tem vídeos dele jogando jogos com seus amigos Matthew Simmons, Kenny O'Brien e Steven Springer. Atualmente, seu amigo Matthew Simmons toma conta de seu canal secundário "YoVideogames". 
O estilo de conteúdo de Christiansen combina aspectos de detonados informativos e plathroughs focadas na reação. Ele criou a web série "Assist Me!" para o jogo Marvel vs. Capcom 3 da Capcom, onde discutiam as mecânicas do jogo, personagens e várias estratégias. Nos seus vídeos de Mortal Kombat, ele mostrou como executar diferentes "fatalities" junto com intros humorosas de "personagens secretos". Vários de seus vídeos de Mortal Kombat com os  fatalities foram desmonetizados e tiveram restrição de idade em 2019, depois do lançamento de Mortal Kombat 11. Em janeiro de 2017, seu vídeo sobre Injustice 2 recebeu atenção por mostrar as melhorias feitas para os modelos dos personagens no jogo comparando com os vídeos iniciais em 2016, ele detalhava as falhas nos rostos dos personagens como Supergirl e Mulher-Maravilha, especulando que a NetherRealm Studios tinha polido o game antes de seu lançamento. Além de jogos de luta, Christiansen faz vídeos sobre outros jogos. Um exemplo é o vídeo mostrando um easter egg em Bayonetta 2, envolvendo uma referência a franquia Star Fox da Nintendo, que até recebeu cobertura na Eurogamer em 2014. Christiansen também fez bastante conteúdo envolvendo o seu jogo favorito de todos os tempos, Final Fantasy VII, e seus títulos relacionados da "Compilation of Final Fantasy VII" e o projeto Final Fantasy VII Remake.
Após o encerramento da Machinima em 2019, Christiansen foi demitido da "Multi-channel network" devido as revindicações de direitos autorais sobre as músicas nos vídeos de "Assist Me!" e "Boss Rage".  

### Atividades na "FGC"
Como um membro prominiente do "fighting game community" (FGC), Christiansen é conhecido por organizar torneios onlines de jogos de luta e campanhas para reviver vários deles. Em Agosto de 2011, Max criou uma campanha nas redes sociais clamando pelo relançamento do jogo de luta dos anos 2000, Marvel vs. Capcom 2, que tinha sido removido de várias lojas onlines devido a problemas de liçensas entre Marvel e Capcom; inicialmente previsto para fazer um retorno na Evo 2020, o jogo no final das contas não fez uma aparição devido ao cancelamento do evento. A campanha de Max levou #FREEMVC2 aos trendings topics no Twitter e Mike Mika, chefe do estúdio Digital Eclipse, expressou interesse em relançar o jogo. Marvel vs. Capcom 2 foi eventualmente relançado como parte da coleção Marvel vs. Capcom Fighting Collection: Arcade Classics em 2024, com Christiansen presente em um dos vídeos promocionais da coleção. Em junho de 2019, dois anos antes da sua campanha para Marvel vs. Capcom 2, ele tinha criado uma campanha para reviver Killer Instinct, que também chegou ao trending do Twitter.
Em janeiro de 2021, Christiansen sediou um torneio de Killer Instinct que ele transmitiu na Twitch em parceria com o Twitch Rivals. Além de ser fã da série, ele já havia trabalhado com a desenvolvedora Iron Galaxy para criar material promocional e trailers de personagens para o reboot . A transmissão atingiu mais de 41.000 espectadores simultâneos.   Em 24 de maio de 2021, Christiansen também sediou um torneio Mortal Kombat X Lives com Ryan "Mr. Aquaman" Kablik apresentando as eliminatórias em seu canal do YouTube dois dias antes.  No entanto, o torneio foi interrompido e posteriormente adiado devido a um incidente envolvendo vários jogadores que tiveram suas informações pessoais vazadas durante a transmissão ao vivo. Christiansen e Twitch Rivals anunciaram que realizarão a segunda parte do evento no futuro. Christiansen é atualmente o diretor de Marvel vs. Capcom: Infinite & Beyond, um mod para Marvel vs. Capcom Infinite que adiciona novos recursos e implementa um estilo de arte cel-shaded em resposta às críticas de longa data aos gráficos do jogo. 

## Outros trabalhos
Christiansen apareceu em dois episódios de "Did You Know Gaming?" em 2014, discutindo trivia sobre Street Fighter e Killer Instinct. Max aparece como um personagem de assistência no jogo de beat'em up Jitsu Squad. Em Julho de 2023, cosméticos de colaboração especiais entre Max Dood e Naraka: Bladepoint foram lançados.

## Prêmios e indicações
| Ano  | Cerimônia           | Categoria                   | Resultado | Ref.   |
| ---- | ------------------- | --------------------------- | --------- | ------ |
| 2023 | The Streamer Awards | Legacy Award                | Venceu    | [ 11 ] |
| 2023 | The Streamer Awards | Best Fighting Game Streamer | Indicado  | [ 11 ] |